# Temporada 1880-1881 del Liceu
La temporada 1880-1881 es va estrenar a Barcelona l'òpera Mefistofele del compositor i llibretista Arrigo Boito, òpera que aspirava a una renovació de la lírica italiana. Es va estrenar al Liceu sota la batuta de Franco Faccio, prestigiós director d'orquestra italià
i amic íntim del compositor. L'obra va agradar considerablement i es va repetir amb freqüència en temporades posteriors. Mefistofele assolí un grau tan alt de popularitat -ja a la primera temporada se'n van fer 20 representacions- que anys més tard es crearia un abonament exclusiu per a
aquesta òpera.
Molts divos visiten el Liceu aquell any, entre els quals sobresurten Angelo Masini i Virginia Ferni de la mà del director Giovanni Bottesini.
El setembre de 1880, fora de temporada, organitzaren cinc funcions per a lluïment de la lleugera Bianca Donadio.
| Temporada 1880-1881 del Liceu |                              |                                |                   | |           |                                     |
| Òpera                         | Compositor                   | Director musical               | Director d'escena | Papers principals | Producció | Dates                               |
| Barbiere di Siviglia          | Gioacchino Rossini           |                                |                   | Bianca Donadio, Giacomo Piazza, Massimo Ciapini, Pau Meroles, Giovanni Marchisio (primera i única actuació al Teatre Espanyol, després l'espectacle es va traslladar al Teatre del Liceu)        |           | setembre                            |
| Dinorah                       | Giacomo Meyerbeer            |                                |                   | Bianca Donadio, Trinidad Mestres, Giacomo Piazza, Josep Palou |           | setembre                            |
| Lucia di Lammermoor           | Gaetano Donizetti            |                                |                   | Clementine de Vere, Giovanni Sani/Enrico Barbacini, Domenico Belardi/Vincenzo Quintili Leoni/Jaume To/Jose Palou, Carlo De Probizzi, Francesc Puiggener                                          |           | octubre                             |
| Il profeta                    | Giacomo Meyerbeer            | Franco Faccio                  |                   | Enrico Barbacini, Antonietta Pozzoni, Agustí Rodas, Ersilia Malvezzi, Luis Miró, Clodoveo Bodogni, Antonio Carnelli, Carlo De Probizzi                                                           |           | 23 d'octubre a l'1 de novembre      |
| Rigoletto                     | Giuseppe Verdi               | Modest Subeyas Bach            |                   | Giuseppina Musiani Rizzoni/Elvira Colonnese/Ersilia Malvezzi, Teresa Maccaferri, Giuseppe De Sanctis Marianecci /Emile Lestellier, Arturo Marescalchi, Agostino Rodas                            |           | 3, 10, 28 de novembre i 3 de febrer |
| Aida                          | Giuseppe Verdi               | Franco Faccio                  |                   | Enrico Barbacini, Antonietta Pozzoni, Ida Christophani, Arturo Marescalchi, Ormondo Maini/Carlo De Probizzi, Augustin Rodas                                                                      |           | 6 de novembre al 4 de desembre      |
| Norma                         | Vincenzo Bellini             | Modest Subeyas Bach            |                   | Enrico Barbacini, Antonietta Pozzoni, Ormondo Maini, Júlia Cervelló |           | 13 de novembre                      |
| Crispino e la comare          | Luigi Ricci i Federico Ricci | Modest Subeyas Bach            |                   | Arturo Marescalchi, Virginia Ferni, Teresa Maccaferri, Enrico Barbacini. Ormondo Maini/Carlo De Probizzi, Giovanni Marchisio                                                                     |           | 17 de novembre al 14 de febrer      |
| La sonnambula                 | Vincenzo Bellini             | Modest Subeyas Bach            |                   | Agostino Rodas, Elvira Colonnese, Antonio Carnelli, Pilar Riguero |           | 19 de novembre                      |
| Mefistofele                   | Arrigo Boito                 | Franco Faccio                  |                   | Enrico Barbacini, Virginia Ferni, Ormando Maini, Teresa Maccaferri, Virginia Ferni Germano |           | 1 de desembre al 17 de febrer       |
| La favorita                   | Gaetano Donizetti            | Carlo Lovatti Calzolani        |                   | Emma Colonna, Émile Lestelier, Luigi Colonnese (19 desembre), Arturo Marescalchi (21, 26 desembre; gener), Clodoveo Bedogni (19 desembre), Agustí Rodas (21, 26 desembre; gener), Júlia Cervelló |           | 19, 21, 26 desembre 1880 / 4, gener |
| Mignon                        | Ambroise Thomas              | Carlo Lovatti Calzolani        |                   | Emile Lestellier, Wanda Moore/Giuseppina Musiani Rizzoni, Virginia Ferni, Arturo Marescalchi, Giovanni Marchisio, Luigia Valli, Emile Lestellier                                                 |           | 16 de gener al 27 de febrer         |
| Un ballo in maschera          | Giuseppe Verdi               | Carlo Lovatti Calzolani        |                   | Gaetano Vanzan, Josep Palou, Rosina Aimo, Teresa Maccaferri, Elvira Colonnese, Giovanni Chiesi, Carlo De Probizzi, Francesc Viñals                                                               |           | 23 de gener                         |
| Saffo                         | Giovanni Pacini              | Ulisse Giannelli               |                   | Leon Giraldoni, Lorenzo Abruñedo, Alice Urban, Judith Celega, Leon Abulker |           | 5 de març al 3 d'abril              |
| La traviata                   | Giuseppe Verdi               | Ulisse Giannelli/Eusebi Dalmau |                   | Maria Andrieff, Carlo Bulterini, Leon Giraldoni, Pilar Riguero |           | 13 de març al 3 d'abril             |
| L'Africaine                   | Giacomo Meyerbeer            | Eusebi Dalmau                  |                   | Alice Urban, Maria Andrieff, Carlo Bulterini, Leon Giraldoni, Abulker Leoni |           | 19 al 24 de març                    |
| La favorita                   | Gaetano Donizetti            | Eusebi Dalmau                  |                   | Alice Urban, Lorenzo Abruñedo, Leone Giraldoni, Vincenzo Quintili-Leoni, Lluís Blanch, Adela Gassull                                                                                             |           | 30, 31 de març                      |
| Faust                         | Charles Gounod               | Eusebi Dalmau                  |                   | Maria Andrieff, Carlo Bulterini, Leon Giraldoni, Judith Celega, Pau Meroles |           | 6 al 9 d'abril                      |
| L'Ebrea                       | Jacques Fromental Halévy     | Giovanni Bottesini             |                   | Ginevra Giovannoni Zacchi, Giuseppina Musiani Rizzoni, Antonio Patierno, Antonio Vidal |           | 17 al 29 d'abril                    |
| Ernani                        | Giuseppe Verdi               | Giovanni Bottesini             |                   | Antonio Patierno, Ginevra Giovannoni Zacchi, Giuseppe Kaschmann, Emilia Pina, Anton Vidal |           | 20 d'abril al 5 de maig             |
| Faust                         | Charles Gounod               | Giovanni Bottesini             |                   | Angelo Masini, Virginia Ferni, Teresa Maccaferri, Giuseppe Kaschmann, Anton Vidal |           | 27 d'abril al 3 de maig             |
| Gli Ugonotti                  | Giacomo Meyerbeer            | Giovanni Bottesini             |                   | Angelo Masini, Ginevra Giovannoni Zacchi, Giuseppe Kaschmann, Teresa Maccaferri, Anton Vidal,Vincenzo Quintili Leoni                                                                             |           | 7 al 18 de maig                     |
| Mignon                        | Ambroise Thomas              | Giovanni Bottesini             |                   | Emile Lestellier, Vincenzo Quintilli Leoni, Giuseppina Musiani Rizzoni, Virginia Ferni.Teresa Maccaferri, Giovanni Marchisio                                                                     |           | 10 al 17 de maig                    |
| Aida                          | Giuseppe Verdi               | Giovanni Bottesini             |                   | Angelo Masini, Ginevra Giovannoni Zacchi, Giuseppe Kaschmann, Rosa Vercolini Tay, Juan Ordinas                                                                                                   |           | 14 al 15 de maig                    |
| Fra Diavolo                   | Daniel Auber                 | Modest Subeyas Bach            |                   | Emile Lestellier, Virginia Ferni, Josep Carbonell, Teresa Maccaferri, Giovanni Marchisio, Augustin Rodas, Carlo De Probizzi                                                                      |           | 22 al 26 de maig                    |
| Rigoletto                     | Giuseppe Verdi               | Giovanni Bottesini             |                   | Giuseppe Kaschmann, Virginia Ferni, Angelo Masini, Teresa Maccaferri, Carlo Provizzi |           | 25, 29 maig i 6 juny                |
| Il barbiere di Siviglia       | Gioachino Rossini            | Giovanni Bottesini             |                   | Angelo Masini, Virginia Ferni, Josep Cuyàs, Pilar Riguero, Giovanni Marchisio, Antoine Vidal |           | 28 de maig                          |
| Lucia di Lammermoor           | Gaetano Donizetti            | Modest Subeyas Bach            |                   | Emile Lestellier, Giuseppina Musiani Rizzonii, Vincenzo Quintilli Leone, Carlo De Probizzi, Emilia Bini, Pietro Stecchi                                                                          |           | 3 de juny                           |
| La favorita                   | Gaetano Donizetti            | Giovanni Bottesini             |                   | Virginia Ferni, Angelo Masini, Giuseppe Kaschmann, Antoine Vidal, Pietro Stecchi, Pilar Riguero                                                                                                  |           | 4 de juny                           |